# Nomsah Matsebula
Nomsah Matsebula, anche nota come Inkhosikati LaMatsebula (...), è la prima Inkhosikati (regina consorte) di eSwatini dal 1986, come moglie di Mswati III.

## Biografia
Fu scelta come prima moglie cerimoniale del futuro sovrano in quanto membro del clan Matsebula, come da tradizione. Dopo essersi laureata in psicologia all'Università del Sudafrica vi ottenne un bachelor of Arts in relazioni internazionali e diplomazia.
Nel 2017 ha conseguito un master of Arts in storia presso l'Università dello Swaziland, dove nel 2019 si iscrisse agli studi di legge, completandoli nel 2023. Tra i suoi impegni ufficiali ha accompagnato il marito nei viaggi in Guinea Equatoriale e nella Repubblica Democratica del Congo.

## Discendenza
Nomsah Matsebula e Mswati III di eSwatini hanno due figli:
- Principe Sicalo (1987);
- Principe Maveletiveni.